# Nyctemera perspicua
Nyctemera perspicua är en fjärilsart som beskrevs av Walker 1854. Nyctemera perspicua ingår i släktet Nyctemera och familjen björnspinnare. Inga underarter finns listade i Catalogue of Life.